# افضل حسین
افضل حسین (زاده ۱۹ ژوئیه 1954) بازیگر، کارگردان، نویسنده و نقاش بنگلادشی است. حسین در پارولیا، ساتخیرا در بنگال شرقی سابق به دنیا آمد. پدرش، علی اشرف حسین، کارمند پزشکی بود. او یک برادر (الفاض حسین) و یک خواهر (رومانا افروز) دارد. حسین با تازین حلیم مونا ازدواج کرده‌است.